# Steinemann (Unternehmen)
Die Steinemann Holding GmbH & Co KG ist ein Familienunternehmen  im Oldenburger Münsterland, das seit 1966 als Fleischproduzent und im Fleischwarenhandel tätig ist.

## Geschichte
Die Kaufleute Alwin Steinemann, Osterfeine, und Heinz Annus, Niebüll, gründeten 1966 aus ihren jeweiligen Schweinemastbetrieben heraus eine Gesellschaft, die die Geschäftsführung der gemeinsamen Fleischhandelsgesellschaft (Holding) übernahm. 1971 wurde die Fleischwarenfabrik Steinemann in Steinfeld (Oldenburg) angegliedert (ab 1982 Steinemann GmbH).
1980 trat Anton Steinemann (* 1952) in die Geschäftsführung ein, der nach dem Tod seines Vaters 1982 neben seinem Bruder Arno (* 1962) auch Inhaber der Holding wurde. Nach dem Ausscheiden von Heinz Annus und dessen Nachfolgegesellschaften blieb die Familie Steinemann einzige Inhaberin der in Fleischgroßhandel (ab 1992 Fleischzentrum) umfirmierten Gesellschaft. 1985 wurde Klaus Wilhelm Köpke als weiterer Geschäftsführer berufen und 2002 schied Anton Steinemann aus der Geschäftsführung aus.
2004 wurde eine Beteiligungsgesellschaft (seit 2006 Verwaltungs GmbH) von der Steinemann GmbH abgespalten und Ulrich Steinemann (* 1959) trat in die Geschäftsführung ein. 2005 wurde Karsten Knief Nachfolger von Klaus Wilhelm Köpke, neben Andreas Steinemann (* 1980).
2013 geriet die Steinemann GmbH in staatsanwaltliche Ermittlungen auf Grund der Zusammenarbeit mit bestimmten Vermittlern von Werkvertragsarbeitnehmern. Ulrich Steinemann erklärte daraufhin, die betreffenden Verträge überprüfen und den Vermittlern spezifische Auflagen machen zu wollen.
2017 übernahm die Steinemann Holding eine Mehrheitsbeteiligung an einem Start-up für die Tierfutterproduktion in Ladbergen.
2020 wurde der Schlachthof in Georgsmarienhütte von der Erzeugergemeinschaft für Schlachtvieh im Raum Osnabrück übernommen.
2021 musste das Werk in der Bahnhofstraße in Steinfeld wegen Corona-Infektionen und damit einhergehender Quarantäne die Produktion vorübergehend auf die Hälfte reduzieren.

## Standorte
Die Produktionsstandorte sind in Steinfeld die Werke:
- Natur Partner
- Convenience
- Beef processing

sowie seit 2020 der
- EGO Schlachthof in Georgsmarienhütte mit der Qualitätsprogrammmarke Eichenhof[8]

Die Lieferanten von Rind- und Schweinefleisch kommen zu 80 Prozent aus der Region Oldenburg.

## Beteiligungen
- Steinemann Verwaltungs GmbH
- Steinemann Natur Partner GmbH und Beteiligungs GmbH
- Steinemann Convenience GmbH und Beteiligungs GmbH
- Steinemann beef processing GmbH und Beteiligungs GmbH
- True feed GmbH und Beteiligungs GmbH